# テル・モンド

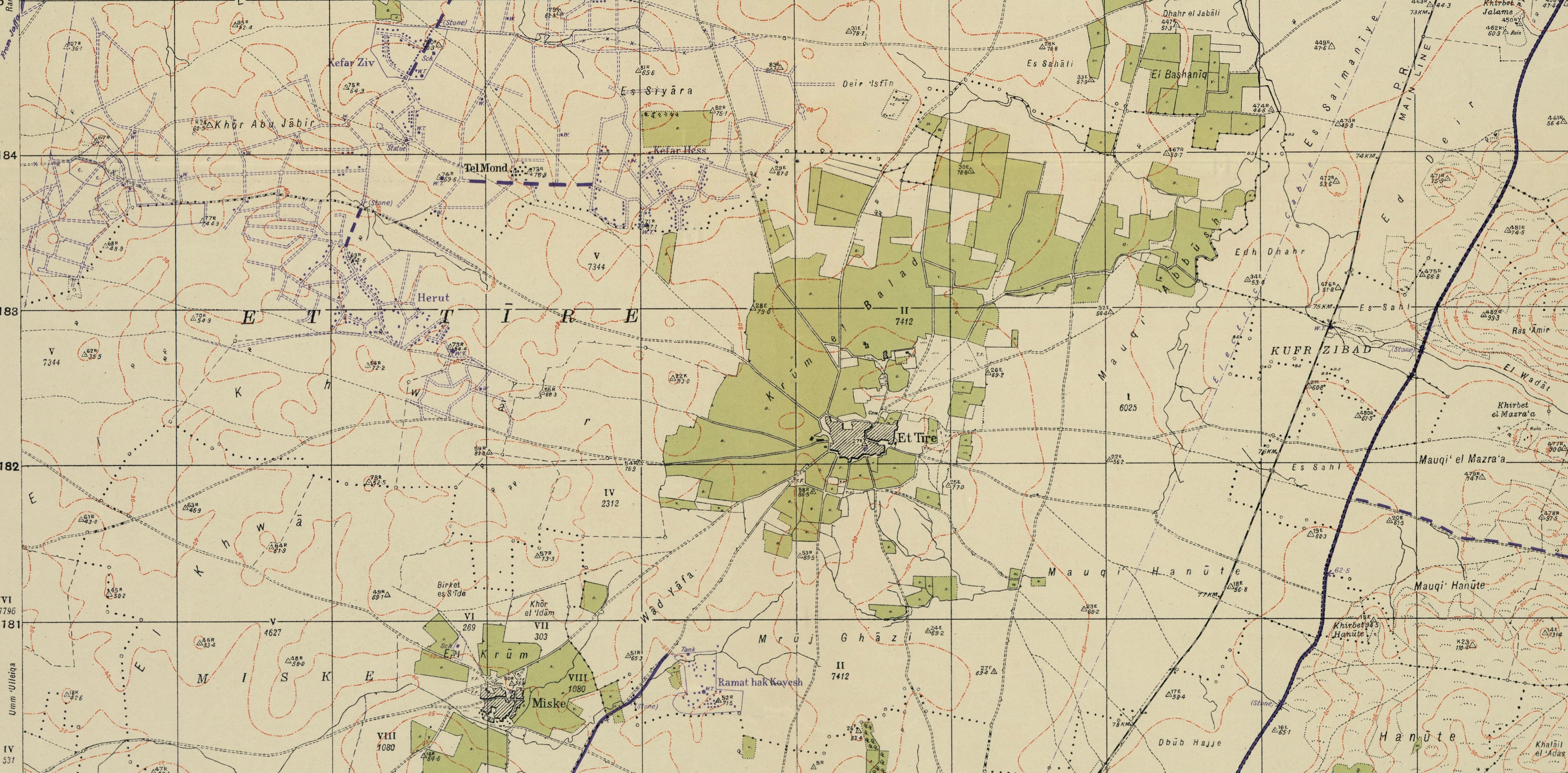
1942年の2万分の1地図に描かれたテル・ムンド。

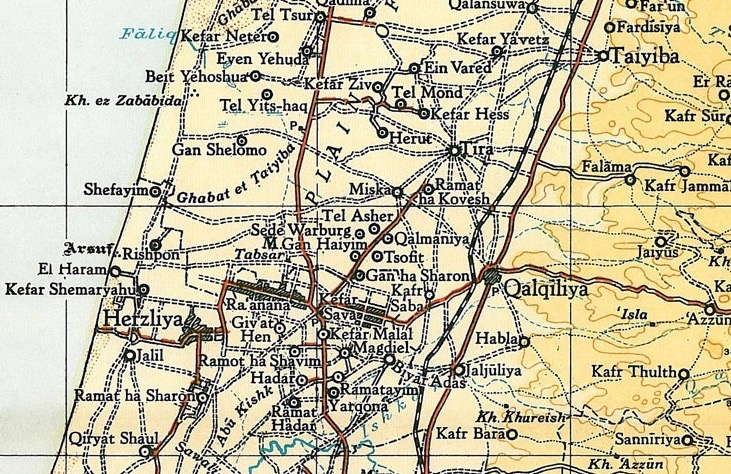
1945年の25万分の1地図に描かれたテル・ムンド。

テル・モンド（Tel Mond、ヘブライ語: תֵּל מוֹנְד‎）は、イスラエルのシャロン平野でネタニヤの東方、クファル・サバの北方に位置する町（地方評議会）。2019年時点の人口は、13,144人であった。

## 歴史
テル・モンドは、1929年に初代メルチェット男爵アルフレッド・モンドによって創建された。メルチェット卿は、イギリスの実業家で、閣僚経験もあり、イギリス・シオニスト財団 (the British Zionist Foundation) の会長でもあった。彼が代表であったイスラエル植民会社 (The Israel Plantations Company) は、この地方の土地を購入し、ユダヤ人労働者たちに雇用機会を提供するため、柑橘類の果樹園を拓いた。1933年には、農民たちのグループがこの会社から土地を購入し、モシャブ・テル・モンドを開設した。1936年には、別のグループが、メルチェット卿に従って妻とともにテル・モンドに入植したイスラエル・シーフに因んで名付けられたモシャブ・クファル・ジフ (Moshav Kfar Ziv) を開設した。1943年、イエメンからの新たな移民たちによって、シェチュナット。ヤアコフ (Shechunat Ya'akov) が開設された。イスラエル建国後、1950年代には、主にイエメンから流入した多数の移民たちを受け入れるために、ネベ・オベド (Neve Oved) とハダル・ハイム (Hadar Hayim) が建設された。1954年、これらのコミュニティすべてを合併してテル・モンド地方評議会が設けられた。周辺に位置するモシャブである、クファル・ヘス、へルート、エイン・ベレドは、いずれもテル・モンド出身の開拓者達によって開かれたものである。
数十年もの間に、テル・モンドは小さな町から自活できる小規模な都市にまで成長し、この地方にある他のコミュニティに様々なサービスを提供するまで成長した。この成長は急速に進んでおり、2030年には、人口が25,000人を超えるものと予測されている。
2013年6月、テル・モンドの現代正統派ユダヤ教コミュニティである「Kehillat Mevaser Zion」が、新たに建設したシナゴーグの開所式をおこなった際には、経済大臣ナフタリ・ベネットが出席した。
2017年6月、内務省は、弁護士であるシュミュエル・シソ (Att. Shmuel Siso) をテルモンドの首長 (Mayor of Tel Mond) に任命した。

## ランドマーク

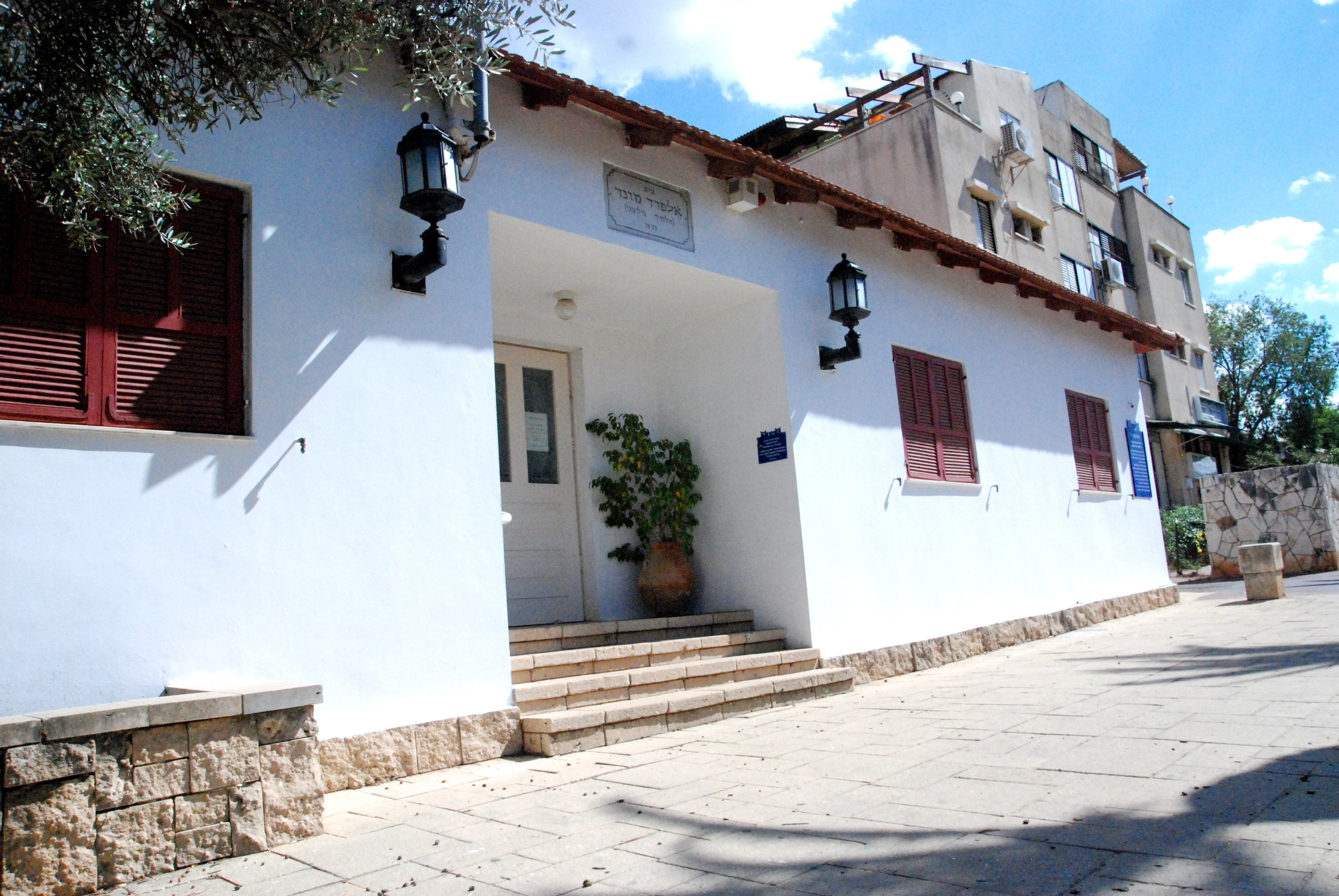
Beit HaLord Museum

メルチェット卿の家は、博物館になっており、テル・モンドの歴史を記録している 博物館の外側には、バチヤ・リシャンスキー (Batya Lishansky) が造形したメルチェット卿の像が建てられている。

## 著名な住民
- バート・ベルマン（英語版） - ピアニスト、作曲家
- アヴラハム・ヒルション（英語版） - 元財務大臣（英語版）
- エマニュエル・ローゼン（英語版） - ジャーナリスト、テレビ・パーソナリティ
- イェホシュア・ソボル（英語版） - 劇作家、演出家

## 姉妹提携
- アメリカ合衆国 フロリダ州サラソータ（1994年）[6]